# Ardolf Ier de Guînes
Ardolf ou Adolphe, deuxième (ou premier, selon les sources) comte de Guînes, dit le Posthume (né après la mort de son père) (°v.966 †ap.996). Fils de Siegfried Ier de Guînes dit le Danois et d'Elstrude de Gand, fille du comte de Flandres Arnoul Ier de Flandre, dit Arnoul le Grand ou Arnoul le Vieux.
Les chroniqueurs de l'époque évoquent peu Ardolf, connu surtout pour être le fils de Siegfried et le père de Raoul ou Rodolphe, les connaissances à son sujet sont donc limitées.
Il est comte de Guînes de sa naissance à sa mort vers 996.

## Biographie
Conçu avant le mariage de ses parents, mais né après la mort de son père, Ardolf fut pourvu presque à sa naissance du titre de comte de Guînes par Arnoul II, comte de Flandre depuis 965, dit Arnoul le Jeune, son cousin, qui le fit élever à sa cour, Ardolf étant orphelin de père. Arnoul II était le parrain d'Ardolf et il lui aurait donné ce prénom lors de son baptême en mémoire d'Ardolphe de Flandre (ou Adalolphe de Boulogne), fils du comte de Flandre Baudouin II de Flandre dit le Chauve, comte de Boulogne et abbé laïc de l'abbaye de Saint-Bertin, grand oncle d'Arnoul II. Arnoul II le fit chevalier et lui donna aussi la terre de Brédenarde autour d'Audruicq. 
Selon M. Prévost, Ardolf fut le Ier comte de Guînes, son père Siegfried le Danois, n'en étant que le seigneur. M. Prévost signale également qu'Arnoul II lui aurait accordé d'autant plus volontiers le comté de Guînes qu'il n'avait pas de certitudes sur son droit à en disposer.
Il alla s'établir à Guînes et fit entourer son château d'un double fossé, nommé la Cuve.

## Mariage et enfants
Il épousa Mathilde ou Mahaut de Boulogne, fille d'Ernicule (signifie le petit Arnoul) ou Arnoul II de Boulogne, comte de Boulogne. Ils eurent pour enfants:
- Raoul ou Rodolphe, comte de Guînes après son père (°v.992 †30 mai 1036) ;
- Manassès (°v.995 - †v.1035) (Selon André Du Chesne, ce deuxième enfant s'appelait Roger de Guînes et mourut encore jeune)[4].

## Sources
- L'art de vérifier les dates des faits historiques, des chartes, des chroniques et autres anciens… par Maur-François Dantine, Charles Clémencet, Saint-Allais (Nicolas Viton), Ursin Durand, François Clément.
- M. Prevost, « Ardolphe (ou Adalolphe ou Adolphe) 1er Comte de Guînes », dans Dictionnaire de Biographie française, Tome III, Paris, 1939, Letouzey et Ané.
- André Du Chesne, Histoire généalogique des maisons de Guines, d'Ardres, de Gand et de Coucy et de quelques autres familles illustres, Paris, 1632, lire en ligne.